# Moulins (Ille-et-Vilaine)
Moulins (bretonisch: Melined; Gallo: Móleins) ist eine französische Gemeinde mit 716 Einwohnern (Stand: 1. Januar 2022) im Département Ille-et-Vilaine in der Region Bretagne. Sie gehört zum Arrondissement Fougères-Vitré, zum Kanton La Guerche-de-Bretagne und zum Gemeindeverband Vitré Communauté. Die Einwohner werden Moulinois genannt.

## Geografie
Moulins liegt etwa 50 Kilometer südöstlich von Rennes im Osten der Bretagne am Fluss Quincampoix. Umgeben wird Moulins von den Nachbargemeinden
- Bais im Osten,
- Marcillé-Robert im Süden,
- Boistrudan im Südwesten,
- Piré-Chancé mit Chancé im Norden und Piré-sur-Seiche im Westen.

## Bevölkerungsentwicklung
| Jahr                      | 1962 | 1968 | 1975 | 1982 | 1990 | 1999 | 2006 | 2012 |
| Einwohner                 | 682  | 603  | 508  | 540  | 510  | 562  | 612  | 679  |
| Quelle: Cassini und INSEE |      |      |      |      |      |      |      |      |

## Sehenswürdigkeiten
- Kirche Saint-Martin, erbaut im 15. Jahrhundert mit Teilen aus dem 12. Jahrhundert, umgebaut im 18. Jahrhundert, seit 1974 Monument historique
- Schloss Monbouan mit Park, Bau aus dem Jahre 1771, seit 2000 Monument historique

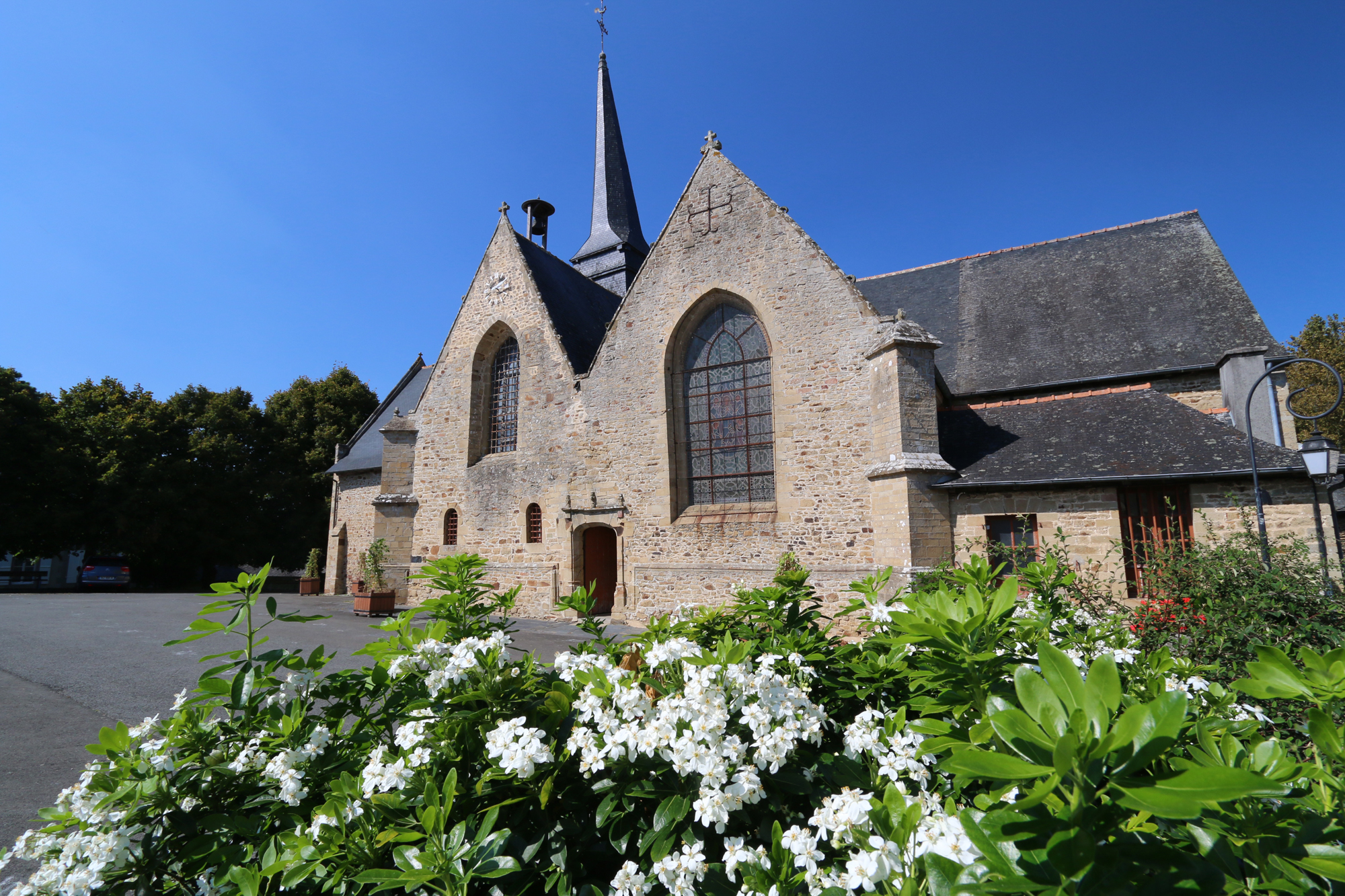
Kirche Saint-Martin

## Persönlichkeiten
- François-Zacharie Roussin (1827–1894), Chemiker und Apotheker